# Nils Wankijf
Nils Wankijf, död 1689, var en svensk boktryckare. Han var son till kyrkoherden Niels Olssen i Vankiva. Nils Wankijf fick fullmakt som kunglig boktryckare den 26 maj 1669 och ansvarade för Kungliga Tryckeriet, vilket efter hans död övertogs av änkan Maria Matras och därefter av Johan Henrik Werner. 
Wankijfs företrädare som kunglig boktryckare var dansken Georg Hantsch, vars änka Wankijf konserverade, sedan Hantsch avlidit.